# Бакланічний
45°25′18″ пн. ш. 36°36′48″ сх. д. / 45.42167° пн. ш. 36.61333° сх. д.
Бакланічний (крим. Baklan burun) — мис на північному сході Керченського півострова на території Ленінського району (Крим). На березі Азовського моря. Розташований безпосередньо на схід від села Осовини.
Біля берега розташовані підводні та надводні камені. Мис Бакланічний розташований на південний схід від мису Хроні, в безпосередній близькості розташовані миси Голубиний (північніше) та Борзівка (на південь).
До мису підходить дорога із твердим покриттям, де розташований рибний промисел.